# Alpha Ethniki 1978-1979
L'Alpha Ethniki 1978-1979 fu la 43ª edizione della massima serie del campionato di calcio greco, conclusa con la vittoria del AEK Atene, al suo settimo titolo e secondo consecutivo.
Capocannoniere del torneo fu Thomas Mavros (AEK Atene), con 31 reti.

## Formula
Le squadre partecipanti furono 18 e disputarono un girone di andata e ritorno per un totale di 34 partite.
Le ultime due classificate furono retrocesse in Beta Ethniki.
Il punteggio prevedeva due punti per la vittoria, uno per il pareggio e nessuno per la sconfitta.
Le squadre ammesse alle coppe europee furono quattro: i campioni alla Coppa dei Campioni 1979-1980, la vincitrice della coppa nazionale alla Coppa delle Coppe 1979-1980 e seconda e terza classificata alla Coppa UEFA 1979-1980.
AEK e Olympiacos terminarono a pari punti; avrebbe dovuto svolgersi lo spareggio ma la squadra del Pireo non si presentò determinando la vincita del titolo da parte dell'AEK Atene.

## Squadre partecipanti
| Squadra         | Città      | Stadio | Stagione 1977-1978 |
| --------------- | ---------- | ------ | ------------------ |
| AEK Atene       | Atene      |        | Campione di Grecia |
| Apollōn Smyrnīs | Atene      |        | 12°                |
| Arīs Salonicco  | Salonicco  |        | 6°                 |
| Egaleo          | Egaleo     |        | 11°                |
| Ethnikos Pireo  | Il Pireo   |        | 7°                 |
| Īraklīs         | Salonicco  |        | 9°                 |
| Kastoria        | Kastoria   |        | 15°                |
| Kavala          | Kavala     |        | 13°                |
| Larissa         | Larissa    |        | Beta Ethniki       |
| OFI Creta       | Candia     |        | 8°                 |
| Olympiacos      | Il Pireo   |        | 4°                 |
| Panachaïkī      | Patrasso   |        | 10°                |
| Panathīnaïkos   | Atene      |        | 3°                 |
| Paniōnios       | Nea Smyrnī |        | 16°                |
| Panserraïkos    | Serres     |        | 14°                |
| PAOK            | Salonicco  |        | 2°                 |
| PAS Giannina    | Giannina   |        | 5°                 |
| Rodos           | Rodi       |        | Beta Ethniki       |

## Classifica finale
|                   | Pos. | Squadra         | Pt | G  | V  | N  | P  | GF | GS | DR  |
| ----------------- | ---- | --------------- | -- | -- | -- | -- | -- | -- | -- | --- |
| Grecia (bandiera) | 1.   | AEK Atene       | 56 | 34 | 25 | 6  | 3  | 90 | 30 | +60 |
|                   | 2.   | Olympiacos      | 56 | 34 | 26 | 4  | 4  | 63 | 27 | +36 |
|                   | 3.   | Arīs Salonicco  | 50 | 34 | 22 | 6  | 6  | 63 | 26 | +37 |
|                   | 4.   | PAOK            | 45 | 34 | 18 | 9  | 7  | 73 | 23 | +50 |
|                   | 5.   | Panathīnaïkos   | 38 | 34 | 14 | 10 | 10 | 46 | 37 | +9  |
|                   | 6.   | Īraklīs         | 34 | 34 | 12 | 10 | 12 | 51 | 46 | +5  |
|                   | 7.   | OFI Creta       | 34 | 34 | 14 | 6  | 14 | 37 | 42 | -5  |
|                   | 8.   | Ethnikos Pireo  | 32 | 34 | 14 | 4  | 16 | 36 | 50 | -14 |
|                   | 9.   | Kastoria        | 31 | 34 | 10 | 11 | 13 | 31 | 42 | -11 |
|                   | 10.  | Apollōn Smyrnīs | 29 | 34 | 10 | 9  | 15 | 37 | 42 | -5  |
|                   | 11.  | Rodos           | 29 | 34 | 13 | 3  | 18 | 50 | 62 | -12 |
|                   | 12.  | Larissa         | 29 | 34 | 12 | 5  | 17 | 32 | 53 | -21 |
|                   | 13.  | Paniōnios       | 28 | 34 | 9  | 10 | 15 | 31 | 44 | -13 |
|                   | 14.  | PAS Giannina    | 28 | 34 | 9  | 10 | 15 | 38 | 51 | -13 |
|                   | 15.  | Panachaïkī      | 27 | 34 | 9  | 9  | 16 | 27 | 37 | -10 |
|                   | 16.  | Kavala          | 27 | 34 | 12 | 3  | 19 | 34 | 56 | -22 |
|                   | 17.  | Egaleo          | 26 | 34 | 10 | 6  | 18 | 33 | 57 | -24 |
|                   | 18.  | Panserraïkos    | 13 | 34 | 4  | 5  | 25 | 16 | 63 | -47 |

Legenda:

      Campione di Grecia
      Ammesso alla Coppa UEFA
      Ammesso alla Coppa delle Coppe
      Retrocesso in Beta Ethniki
Note:

Due punti a vittoria, uno a pareggio, zero a sconfitta.

### Verdetti
- AEK Atene campione di Grecia 1978-79 e qualificato alla Coppa dei Campioni
- Olympiacos e Aris Salonicco qualificati alla Coppa UEFA
- Panionios qualificato alla Coppa delle Coppe
- Egaleo e Panserraikos retrocesse in Beta Ethniki.